# Douche vaginale
Une douche vaginale est l'injection d'un liquide dans le vagin dans un but thérapeutique ou hygiénique, à l'aide d'une poire à lavement. Le liquide peut être de l'eau, de l'eau mélangée à du vinaigre, ou des produits antiseptiques. 

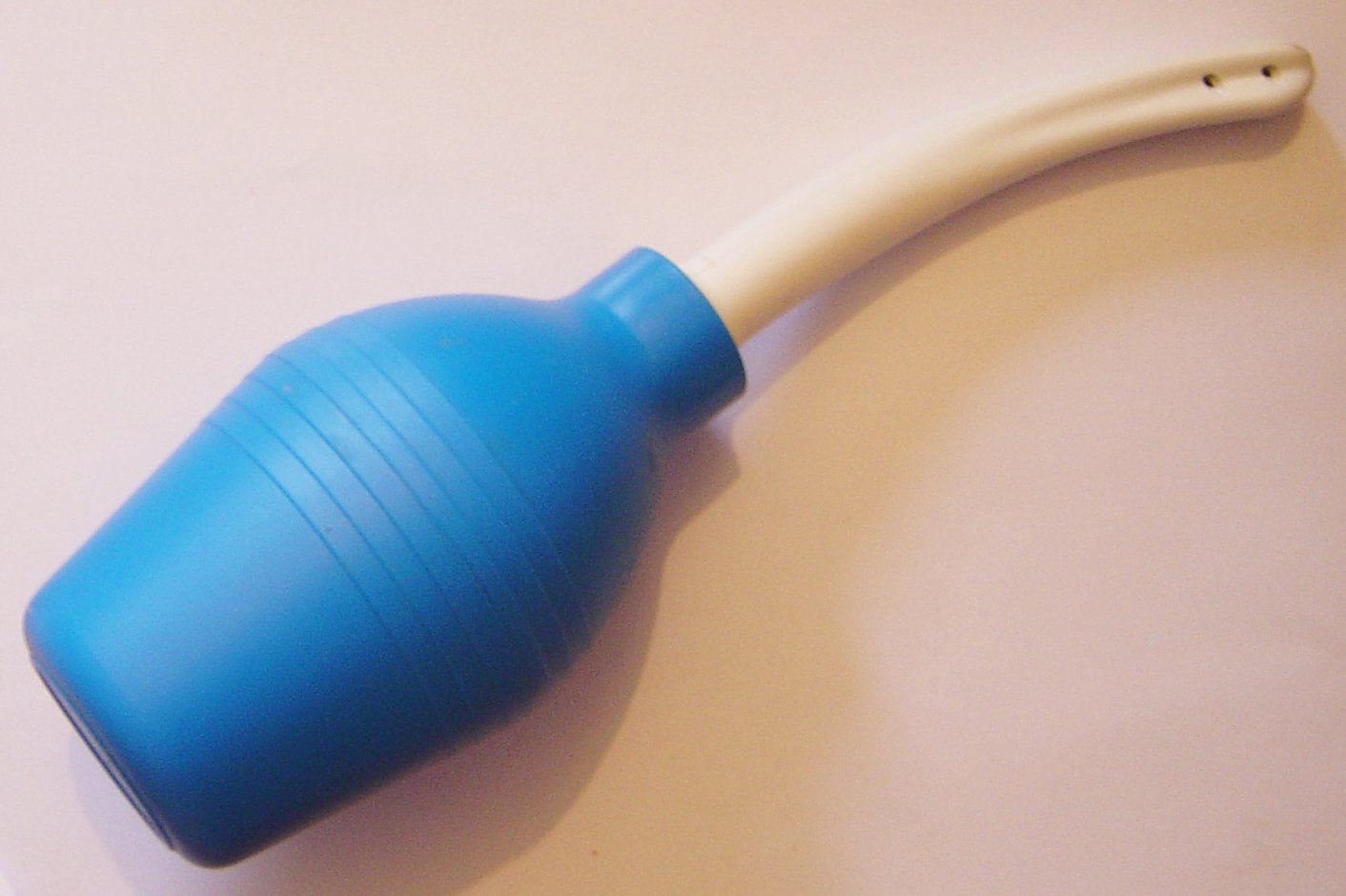
Une poire vaginale avec embout d'environ 1 cm d'épaisseur munis de petits trous permettant l'écoulement du liquide

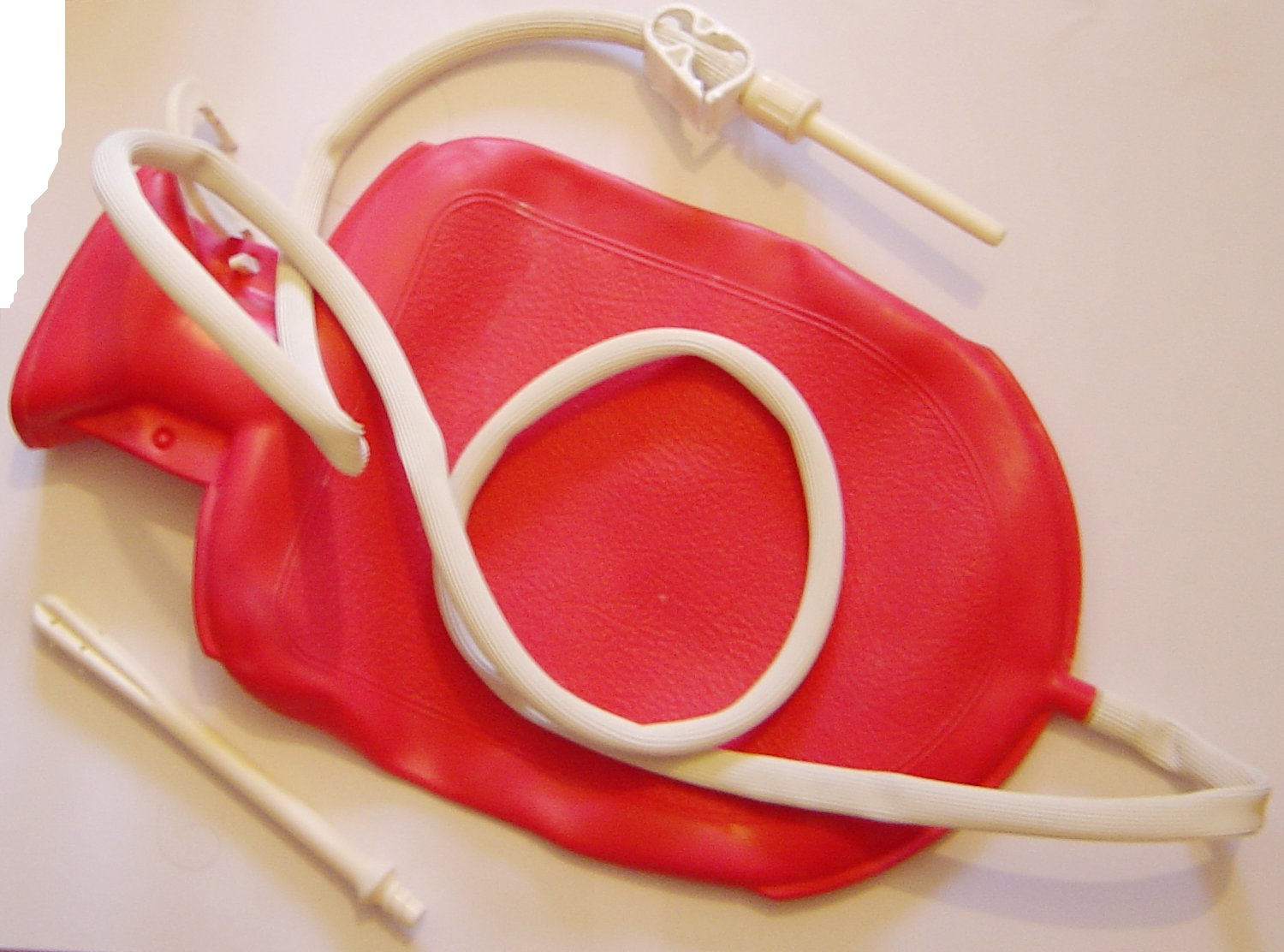
Ce sac à lavement d'un modèle courant aux États-Unis peut être utilisé à la fois pour des lavements intestinaux et des douches vaginales, suivant l'embout utilisé.

## Intérêts
On a prêté par le passé des vertus à cette pratique qui n'ont pas été prouvées. En plus du lavement pour se débarrasser d'éventuelles odeurs, la douche vaginale est utilisée pour éviter le sang menstruel pendant un rapport sexuel vaginal. 

### Ancien moyen contraceptif
La douche vaginale était couramment utilisée dans l'Antiquité romaine, comme en témoignent de nombreuses représentations de scènes érotiques, comme rituel de  purification ou dans un but de contraception. Son usage comme moyen contraceptif était courant dans la première moitié du XXe siècle, même si les résultats sont très peu efficaces. Son indice de Pearl est de 30, ce qui signifie que sur 100 femmes utilisant cette méthode au cours d'une année, 30 tombent enceintes. Dans certains cas, le jet de lavement peut même permettre au sperme de pénétrer plus profondément dans le vagin. Globalement, l'utilisation - lorsqu'elle est faite dans les quelques secondes ou minutes suivant immédiatement l'éjaculation - diminue la probabilité d'être enceinte (l'indice de Pearl des couples ne pratiquant aucune méthode de contraception étant de 85), mais n'est plus considérée comme une méthode contraceptive en raison de son taux d'échec élevé.
Dans les années 1950 et 1960, le Coca-Cola était parfois utilisé comme contraceptif en douche vaginale, mais selon le docteur Deborah Anderson, dans une étude publiée par le British Medical Journal, « cette méthode est inefficace et dangereuse, ».

## Risques

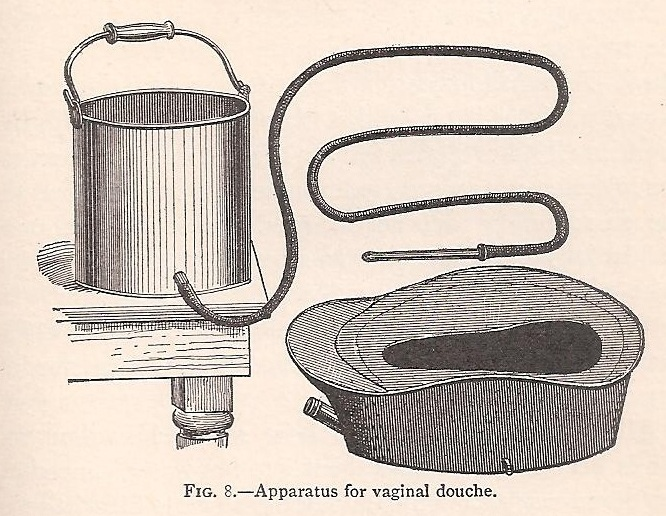
Appareil de douche vaginal

Cette pratique, utilisée comme habitude d'hygiène, est déconseillée chez les femmes en bonne santé, car elle perturbe le milieu bactérien naturel de la flore vaginale et les fonctions vaginales auto-nettoyantes. Elle présente aussi le risque de propager des infections, particulièrement en cas d'utilisation d'antiseptiques, ou d'introduire des bactéries indésirables dans l'utérus ou les trompes de Fallope, augmentant ainsi les risques de stérilité. De nombreux gynécologues[source insuffisante] déconseillent fortement cet usage et préviennent qu'il peut provoquer des irritations, de la vaginose ou un syndrome inflammatoire du pelvis. Un rinçage trop fréquent à l'eau peut aussi déséquilibrer le pH et de ce fait augmenter la vulnérabilité aux infections fongiques. 
Une étude du centre de recherche médicale de l'université de Rochester dans l'État de New York a démontré que les femmes qui pratiquaient régulièrement les douches vaginales avant d'avoir un bébé avaient un taux plus élevé de grossesses extra-utérines, d'infections ou de nouveau-né au poids inférieur à 2,5 kg que celles qui les pratiquaient rarement ou pas du tout.
La pratique post-abortum peut être la cause d'une embolie gazeuse conduisant à un AVC ischémique.
Pour des questions de transfert de bactéries, il est absolument déconseillé d'utiliser la même poire à injection pour un lavement vaginal et intestinal.